# Sulphur Springs (Teksas)
Sulphur Springs – miasto w Stanach Zjednoczonych, w stanie Teksas, w hrabstwie Hopkins. W 2000 roku liczyło 14 551 mieszkańców.
Z Sulphur Springs pochodzi Colleen Hoover, amerykańska pisarka.